# 1866
Cette page concerne l'année 1866 (MDCCCLXVI en chiffres romains) du calendrier grégorien.
L'année 1866 est une année commune qui commence un lundi.

## Événements

### Afrique
- 28 janvier : l’explorateur britannique David Livingstone débarque à Zanzibar[1]. Le 22 mars, il entreprend l’exploration du réseau hydrographique d’Afrique centrale (fin en 1873)[2].

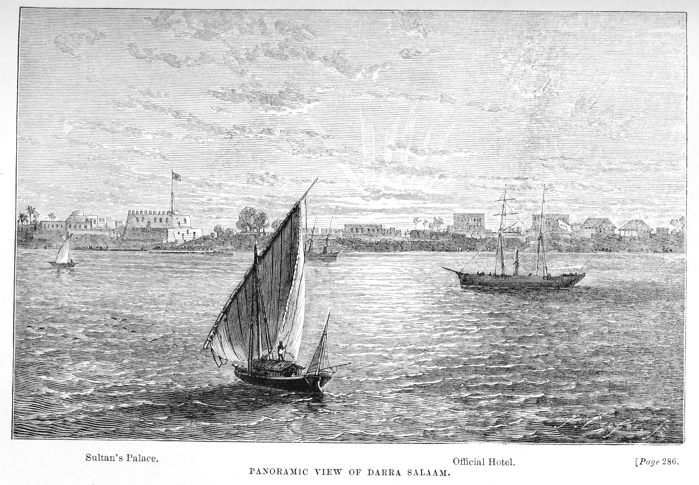
Vue de Dar es-Salaam en 1873.

- 11 février : le sultan d'Oman Thuwaïni ibn Sultan est assassiné par son fils. Le sultan de Zanzibar Majid refuse de payer le tribut annuel au nouveau sultan de Mascate et Oman, Sélim[3]. Il entreprend la construction de Dar es-Salaam, dont il veut faire sa capitale. Encouragé par son ami le commerçant écossais Mackinnon, il octroie à des négociants européens l’autorisation d’un courrier régulier entre Zanzibar et Aden. En échange, il reçoit un appui matériel pour l’édification de la ville et, plus discret, un appui du consul britannique Kirk, soucieux de maintenir la prépondérance anglaise dans la région.

- 22 février : un accord signé au Caire entre le pacha Ismaïl et la Compagnie universelle du canal maritime de Suez stipule que celle-ci est une société égyptienne, donc régie par le droit égyptien[4].

- 27 mars, Égypte : un firman du sultan de Constantinople accorde aux descendants d’Ismaïl Pacha l’hérédité directe de père en fils selon la règle de primogéniture. Un firman du 8 juin 1867 lui confère le titre de khédive[5].

- 4 avril : victoire des Britanniques et de leurs alliés Ada sur les Anlo et leurs alliés à la bataille de Datsutagba, au Ghana actuel[6].
- 13 avril : début d’une invasion de sauterelles en Algérie, qui ravage les récoltes e provoque une famine (1866-1868)[7].
- 27 mai : le vice-roi d'Égypte Ismaïl Pacha reprend les possessions turques de Souakim et de Massaoua (province d’Habesh en Érythrée). Il tente une politique d’expansion sur les rivages africains de la mer Rouge[8].
- 6 juin, La Réunion : départ de la deuxième expédition de Grandidier à Madagascar, entre le cap Sainte-Marie et la baie de Saint-Augustin[9].
- 22 octobre, Égypte : la première Chambre des députés, ou Conseil des notables d’Égypte, est inaugurée. Cette assemblée consultative élue au second degré assure la représentation des différentes circonscriptions du pays[10].
- Décembre : en Éthiopie, le négus Théodoros II décide le dépouillement total de l'ancienne capitale Gondar, déjà délabrée. Il fait retirer leurs trésors de 44 églises. Neuf cents manuscrits précieux sont emportés à Magdala, et la ville est livrée à l’incendie[11].

- Début du règne de Tiéba, roi du Kenedugu (fin en 1893)[12]. Sous Tiéba, le Kenedugu devient le plus grand État sur la rive droite du Niger entre Ségou et le pays Mossi. La capitale Sikasso est fortifiée avec des murailles de 8 à 9 km, hautes de 3 à 5 mètres et flanquée de tours.
- Le frère du bey de Tunis, Sidi-el-Adel, prend la tête de la révolte des Kroumirs. Les autorités de Tunis le capturent, mais ne peuvent mettre un terme à l’anarchie qui règne dans tout le pays[13].
- Au Cap-Vert, abolition définitive de la traite des esclaves[14].

- Fondation de la maison Lasnier, Daumas, Lartigue et Cie. La maison Régis perd son quasi-monopole commercial au Dahomey[15].

### Amérique
- 4 janvier : prise de Bagdad, au Mexique, par le général républicain Mariano Escobedo appuyé par des militaires américains[16].

- 7 février : combat naval indécis d’Abtao dans la guerre hispano-sud-américaine[17].
- 12 février : ultimatum américain à la France. Le secrétaire d’État William Seward ordonne à Napoléon III de retirer ses troupes du Mexique[18]. La fin de la guerre de Sécession et la menace Prussienne à ses frontières contraignent la France à évacuer le Mexique avant terme laissant Maximilien face aux troupes de Benito Juárez.
- 17 mars : les États-Unis dénoncent le traité de réciprocité avec le Canada[19].
- 31 mars : une flotte espagnole bombarde Valparaiso au Chili[20].
- 2 avril : le président des États-Unis Andrew Johnson proclame la fin des hostilités dans tous les États du Sud[21].
- 9 avril : le Congrès des États-Unis vote une loi donnant l’égalité civique aux Noirs malgré le veto du président[22].
- 2 mai : bombardement de Callao par une escadre espagnole dans la guerre hispano-sud-américaine ; les Espagnols doivent se replier sur l’île San Lorenzo[17].

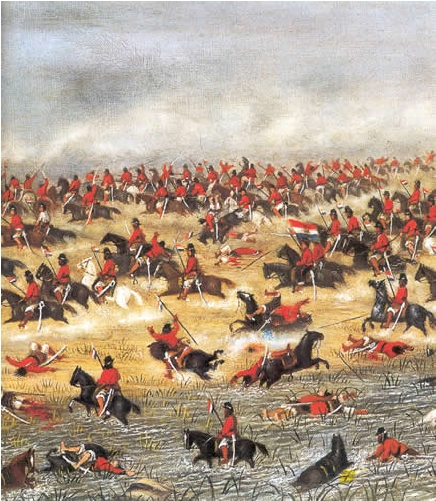
24 mai : bataille de Tuyutí, détail d’une toile de Cándido López.

- 24 mai : bataille de Tuyutí dans la guerre de la Triple-Alliance[23].
- 31 mai : Napoléon III annonce le retrait des troupes françaises du Mexique[24].
- 5 juin, Fort Laramie : ouverture de négociations entre les chefs sioux (dont Red Cloud) et le gouvernement des États-Unis pour établir une piste de pionniers à travers leurs territoires de chasse. Elles échouent le 8 juin après l’arrivée des forces de Henry B. Carrington chargées de construire des forts pour sécuriser la piste. Début de la révolte des Sioux (guerre de Red Cloud)[25].

- 13 juillet : l'impératrice du Mexique, Charlotte de Belgique, quitte le Mexique afin de chercher des secours en Europe[26].

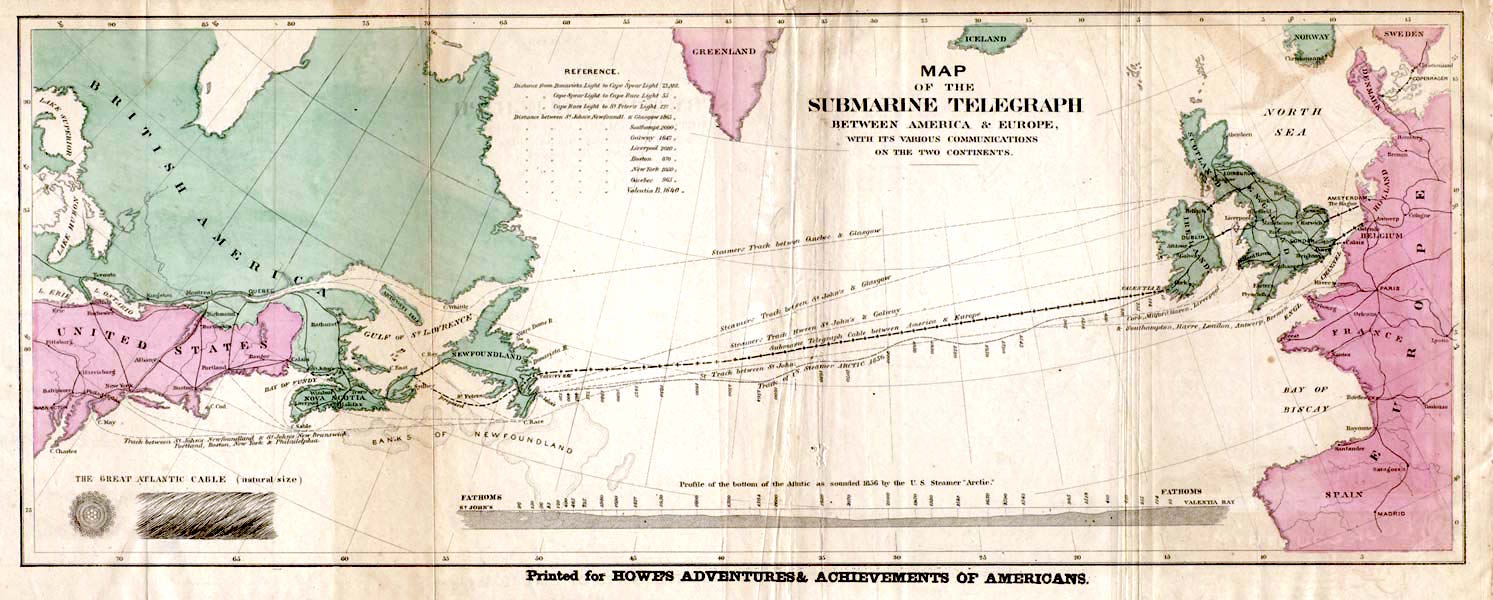
27 juillet : premier câble transatlantique de télécommunications.

- 27 juillet : premier câble transatlantique opérationnel reliant les États-Unis à l’Europe posé par l’industriel américain Cyrus Field[27].

- 10 août : signature d’un accord frontalier entre le Chili et la Bolivie, qui fixe la frontière commune au 24e parallèle sud et permet l’exploitation commune des gisements de nitrate, de cuivre et d’argent dans une région jusqu’alors mal délimitée[28].
- 20 août : Johnson déclare officiellement la fin de la guerre de Sécession[29].
- 25 septembre : victoire juariste sur les Français au combat d'Ixmiquilpan[30].
- 18 octobre : victoire de Porfirio Diaz sur les Français à la bataille de la Carbonera[31].

- 21 décembre, États-Unis : massacre Fetterman, ou Battle of a Hundred Slain. Attirés par une ruse des Sioux, Fetterman et son détachement sont massacrés ; il y a 81 morts[32].

### Asie
- 6 janvier, Liban : soulèvement contre l’occupation ottomane conduit par Youssef Bey Karam dans le district d’Ehden[33]. Alors que les partisans de Youssef Bey Karam affrontent les soldats de la Porte, l’arrivée de renforts ottomans donne rapidement un caractère national au soulèvement. Mais faute du soutien de l’aristocratie, fidèle à Da’ud, et des Français, le mouvement s’épuise et Da’ud Pacha rétablit l’ordre[34].

- 7 mars : signature d’une alliance secrète des fiefs pro-impériaux et xénophobes Satsuma-Chôshù-Tosa pour abattre le régime shogunal et moderniser les structures du pays[35].
- 29 mai : début de la grande course du thé entre Fuzhou et Londres, en Angleterre[36].

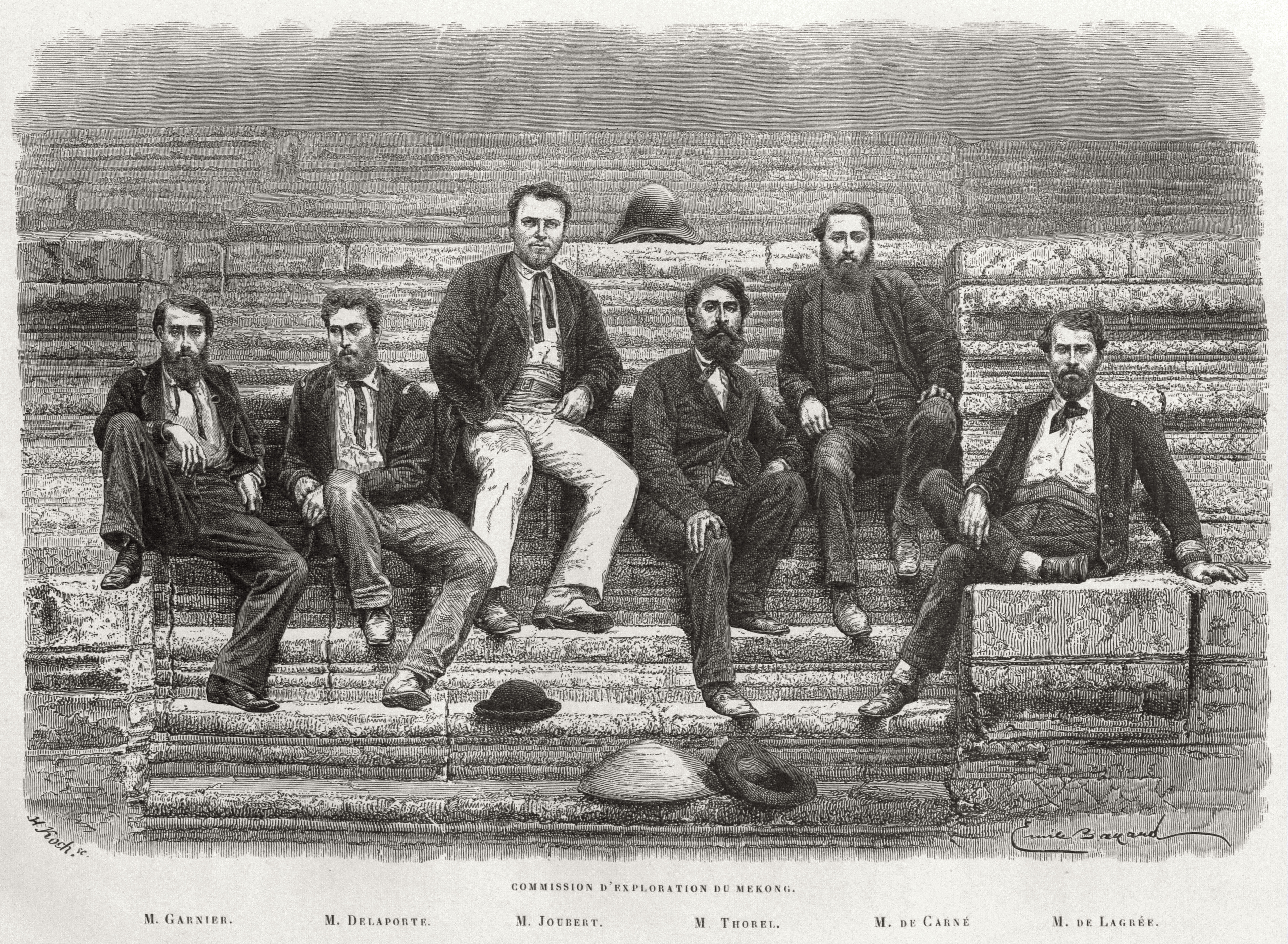
Commission de l'exploration du Mékong à Angkor Wat, 1866. Gravure tirée du Voyage d'exploration en Indo-Chine de Francis Garnier (1873).

- 5 juin, Indochine : les explorateurs français Ernest Doudart de Lagrée et Francis Garnier commencent leur reconnaissance de la vallée du Mékong jusqu’en Chine[37].

- 14 juillet : convention par laquelle la France s’engage à établir un arsenal à Fuzhou. La Chine se dote d’un arsenal naval avec l’aide des Français. Inauguré le 18 février 1869, il est capable de construire deux vaisseaux modernes par an[38].
- 18 juillet, Japon : début de la seconde expédition de Chōshū. Échec de l’armée du shogunat[39].

- 16 août-2 septembre : incident du Général Sherman. Un navire de commerce armé battant pavillon américain, le General Sherman arrive en Corée (16 août). Il s’échoue en remontant le fleuve Taedong qui mène à Pyongyang. Incident entre les marins qui cherchent à commercer avec des fonctionnaires coréens (28 août). Le navire américain est incendié et l’équipage massacré (31 août-2 septembre). Les Américains monteront une expédition de représailles en mai 1871[40].

- 29 août : mort du shogun Tokugawa Iemochi[39]. Tokugawa Yoshinobu devient le quinzième et dernier shogun Tokugawa du Japon.

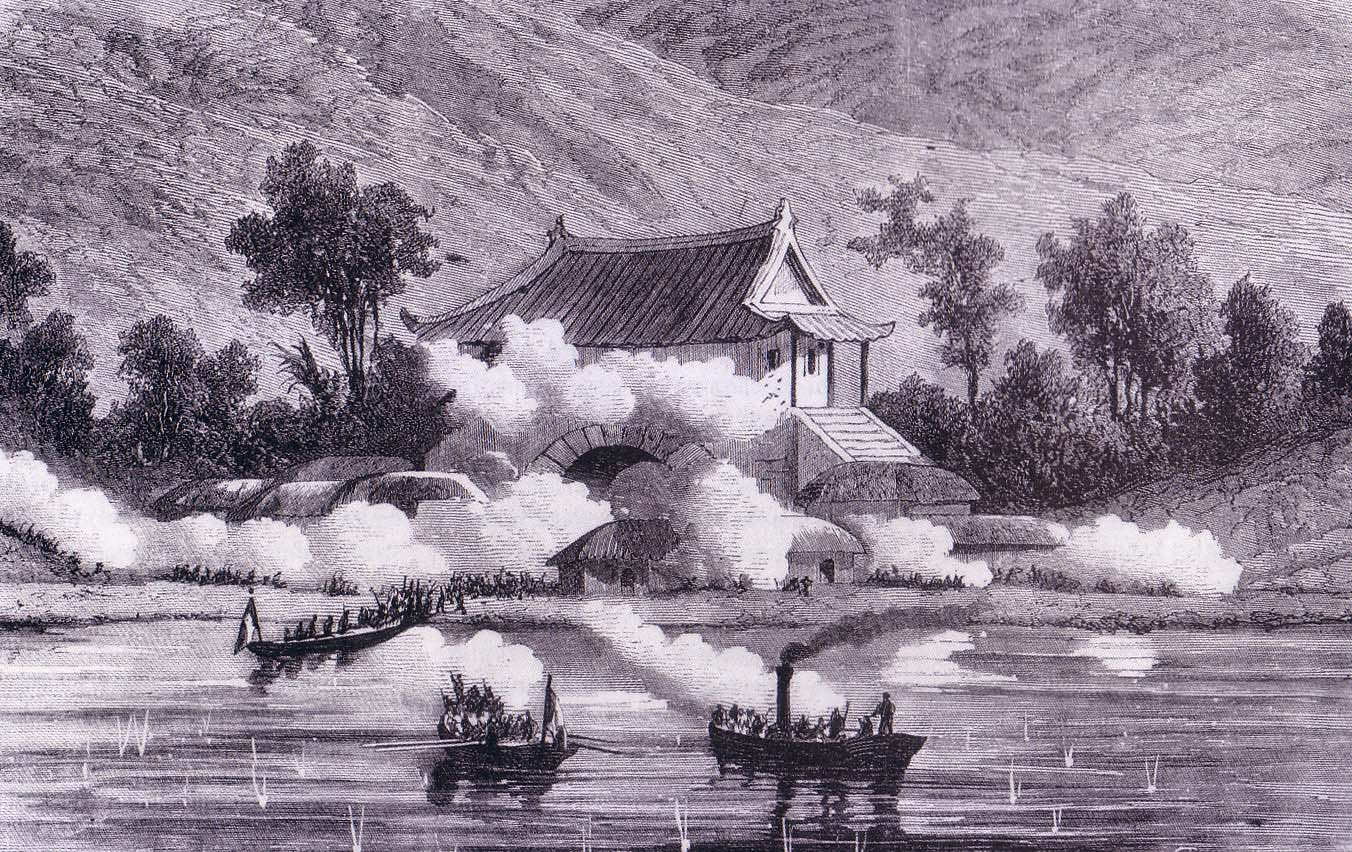
16 octobre : attaque de l’île de Kanghwa.

- 10 septembre : début de l’expédition française en Corée. Pour la première fois de son histoire, la Corée est attaquée par une puissance occidentale, la France. En représailles au massacre de neuf missionnaires en mars, les Français montent une expédition punitive limitée, commandée par le contre-amiral Pierre-Gustave Roze. La phase principale de ce coup de main se déroule du 11 octobre au 12 novembre. La forteresse de l’île de Kanghwa, à l’embouchure du fleuve Han est conquise le 16 octobre. Ne pouvant obtenir les réparations qu’ils demandent, les Français poursuivent leur action face à une forte et intelligente résistance des Coréens, et, le 11 novembre, la capitale Séoul est méthodiquement bombardée. Estimant ses objectifs atteints et ne disposant pas de moyens suffisants pour contraindre les Coréens, l'amiral Roze ordonne l'évacuation le 12 et regagne sa base chinoise, au grand mécontentement des Européens résidant en Chine lesquels souhaitent une expédition lourde pour le printemps suivant. Celle-ci n'aura jamais lieu[40].

### Europe

#### Février
- 23 février : le prince de Moldavie et de Valachie Cuza doit abdiquer[41] à la suite d’une conspiration des agrariens hostiles à la réforme agraire de 1864. Il part pour Vienne et Florence puis meurt en 1873 à Heidelberg.

#### Mars
- 30 mars, Roumanie : les conservateurs dominants profitent de l’interrègne pour faire voter une loi sur les contrats agricoles favorable aux propriétaires[42], ce qui provoque une vive agitation dans les campagnes roumaines au printemps.

#### Avril
- 8 avril : traité d’alliance offensive entre le roi d’Italie et la Prusse contre l’Autriche[43]. Bismarck garantit la Vénétie à l’Italie.
- 9 avril : Bismarck présente à la Diète un projet de constitution d’une Confédération de l'Allemagne du Nord, avec un Parlement élu au suffrage universel. L’Autriche ne peut accepter son exclusion de l’Allemagne[44]. Elle emprunte 60 millions de florins sur la place de Paris pour remilitariser la Bohême et la Moravie.
- 16 avril : attentat manqué de Dmitri Karakozov contre le tsar Alexandre II à Kiev[45], suivi de répressions : suppression du Contemporain et de la Parole russe. Arrêt des réformes avec l'arrivée au pouvoir de conservateurs.
- 26 avril : Dimitri Andreïevitch Tolstoï est nommé ministre de l’Instruction publique en Russie[46] (fin en 1880).

#### Mai

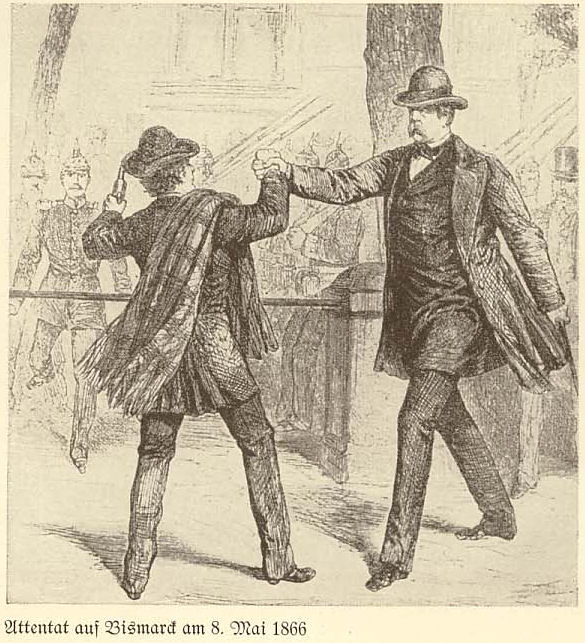
8 mai : tentative d'attentat contre Bismarck.

- 12 mai : décret de mobilisation générale en Prusse. Napoléon III propose une conférence internationale pour aboutir au désarmement général[48].

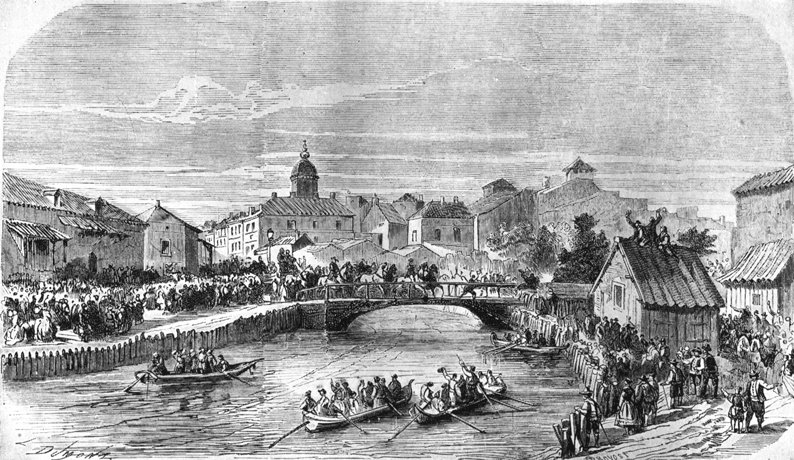
22 mai : entrée de Carol Ier de Roumanie à Bucarest

- 22 mai (10 mai du calendrier julien) : Cuza est remplacé en Moldavie-Valachie par le prince Karl de Hohenzollern-Sigmaringen, âgé de 27 ans, imposé par Bismarck et Napoléon III[41].
- 26 mai :
  - révolte en Crète : les chrétiens de l’île adressent une pétition au Sultan, demandant notamment un allègement fiscal. La réponse du Grand vizir, publié à La Canée le 1er août, rejette les demandes des Crétois et menace de disperser les assemblées par la force. Le 2 août, le comité réunit à Brosnero répond à la Porte et lance un appel aux armes. La Porte dépêche des troupes pour protéger les musulmans[49].
  - traité de Bayonne précisant la frontière entre l'Espagne et la France[50].

#### Juin
- 7 juin : début de la guerre entre l’Autriche et la Prusse pour le contrôle du Schleswig-Holstein. La Prusse envahit le Schleswig-Holstein pour répondre à la dénonciation de la convention de Gastein par l’Autriche le 1er juin. La confédération germanique répond le 14 juin en décrétant une procédure d’exécution générale contre la Prusse[44]. Napoléon III laisse battre l’Autriche, en n’intervenant pas. Il laisse la porte ouverte à l’unité allemande sous l’autorité prussienne.
- 11 juin : convention secrète entre la France et l’Autriche. François-Joseph Ier d’Autriche obtient la neutralité française en Italie en cédant secrètement la Vénétie à Napoléon III pour qu’il la rétrocède au royaume d’Italie[48].
- 15 juin :
  - les Prussiens envahissent la Saxe sans rencontrer de résistance puis marchent vers la Bohême[51].
  - le général prussien von Falkenstein envahit le Hanovre qui capitule le 29 juin[52]. Falkenstein envahit la Hesse et défait les Bavarois à la bataille de Bad Kissingen le 10 juillet[48].

- 20 juin : l’Italie déclare la guerre à l’Autriche[43].
- 22 juin, Espagne : le soulèvement des sergents de San Gil, à Madrid, provoque la démission du cabinet O'Donnell ; le 10 juillet, le général Narváez forme un nouveau ministère[53].
- 24 juin : l’armée italienne est battue par les Autrichiens à la bataille de Custoza[48].
- 26 - 27 juin : victoire prussienne à la bataille de Podol[52].
- 27 juin : victoire prussienne à la bataille de Nachod. Victoire autrichienne à la bataille de Trautenau en Bohême[52].
- 27 - 28 juin : défaite du Hanovre à la bataille de Langensalza[54].
- 28 juin : victoires prussiennes à la bataille de Münchengrätz et au combat de Soor[52].

#### Juillet
- 3 juillet : bataille de Sadowa (Königgrätz). Victoire prussienne de von Moltke sur l’Autriche (Benedek)[43].

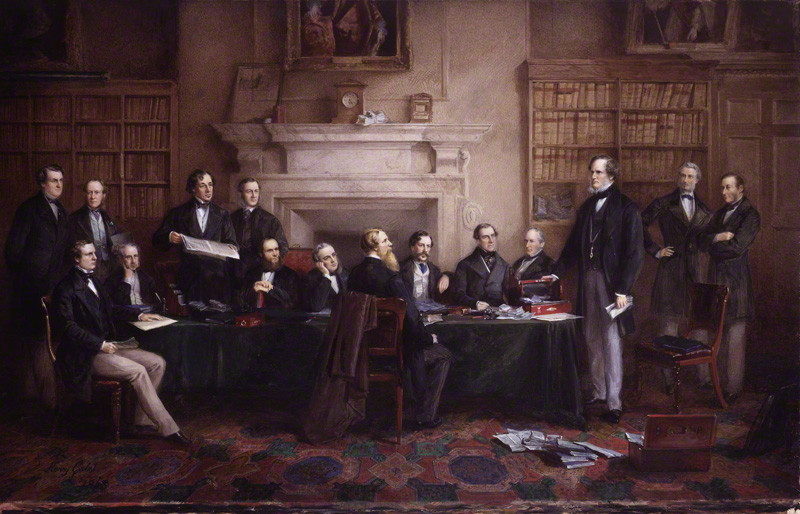
6 juillet : cabinet Derby.

- 6 juillet : début du ministère conservateur du comte de Derby, Premier ministre du Royaume-Uni après la démission de John Russell le 26 juin (fin en 1868). Son fils Lord Stanley (en), conservateur, devient ministre des Affaires étrangères[55].
- 13 juillet (1er juillet du calendrier julien) : Karl de Hohenzollern-Sigmaringen promulgue une Constitution libérale en Roumanie[56]. Un régime parlementaire à deux chambres élues au suffrage censitaire assure les libertés fondamentales (presse, réunions, égalité des citoyens). La religion orthodoxe devient religion d’État. Les chrétiens seuls peuvent obtenir la qualité de Roumain (article 7), ce qui pose le problème des Juifs et des musulmans de la Dobroudja. Les Juifs, exclus du droit de propriété de la terre, se regroupent dans les villes où ils représentent à la fin du siècle 19 % de la population.
- 13 juillet : Napoléon III refuse la médiation armée de la France demandée par le premier ministre du Royaume de Saxe, Friedrich Ferdinand von Beust)[48].

20 juillet : bataille de Lissa.

- 20 juillet : la flotte italienne est battue à Lissa par les Autrichiens[51].
- 28 juillet : nouvelle Constitution au Danemark[57]. Douze membres de la Chambre haute sont nommés par le roi, les vingt-sept autres sont élus au suffrage censitaire. Les Conservateurs, favorables au pouvoir royal, gardent le pouvoir jusqu’en 1901.

#### Août
- 2 août : François-Joseph Ier d’Autriche, alors que rien n’était encore joué (ni l’Autriche, ni la Prusse n’ont les moyens de poursuivre la guerre), poussé par Napoléon III, signe l’armistice de Nikolsburg (Mikulov), suivie de la paix de Prague le 23 août. L’intégrité territoriale de l’Autriche-Hongrie est respectée (hormis la Vénétie). L’Autriche doit quitter la confédération germanique et doit verser 20 millions de florins d’indemnités de guerre à la Prusse[51]. Bismarck écarte définitivement les Habsbourg des affaires allemandes et peut organiser une Confédération de l’Allemagne du Nord (1867). La Prusse annexe le Hanovre, la Hesse-Cassel, Nassau, Francfort, le Schleswig et le Holstein.
- 5 août : Benedetti, ambassadeur de France à Berlin, remet à Bismarck un projet de traité concernant Mayence et la rive gauche du Rhin[58]. Les compensations demandées par la France pour n’être pas intervenue dans le conflit lui sont refusées (annexion du Luxembourg, du Palatinat bavarois, voire de la Belgique). Après la défaite autrichienne à Sadowa contre la Prusse, c’est la première tension franco-allemande.
- 18 août : August-Bündnis. À la suite de la guerre austro-prussienne, remportée par la Prusse de Bismarck, création de la confédération des États d'Allemagne du Nord, sous l’autorité de la Prusse[59].

#### Septembre
- 2 septembre : l’assemblée générale des Crétois proclame son rattachement à la Grèce à Sfakiá[60].
- 4 septembre : arrivée de Mustapha Pacha, envoyé par la Porte pour réprimer la révolte crétoise ; le 14 septembre, il somme les rebelles de déposer les armes dans les cinq jours, ce qu’ils refusent. Les combats commencent[49].

#### Octobre

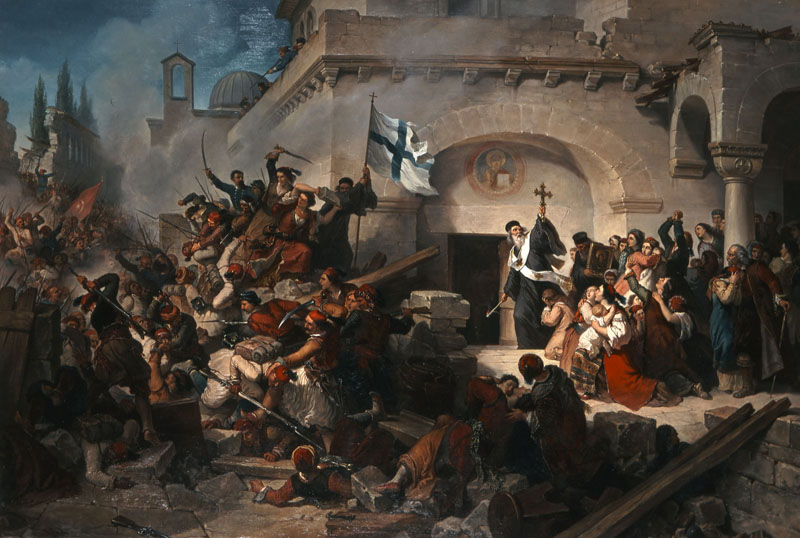
19 novembre : drame du monastère d'Arkadi. Toile de Giuseppe Lorenzo Gatteri.

- 3 octobre : à la paix de Vienne, l’Autriche remet la Vénétie à la France qui la remet à l’Italie, à la suite de la guerre entre l’Autriche et l’Italie. L’Autriche garde Trente et Trieste[61].
- 23 octobre, Roumanie  (11 octobre du calendrier julien) : investi du titre de prince héréditaire par un firman du sultan ottoman, Karl de Hohenzollern-Sigmaringen prend ses fonctions de prince sous le nom de Carol Ier de Roumanie[62].
- 30 octobre : Beust devient ministre des Affaires étrangères en Autriche[63].

#### Novembre
- 19 novembre (8 novembre du calendrier julien) : drame du monastère d'Arkadi en Crète[49].

#### Décembre
- 6 décembre (24 novembre du calendrier julien) : nouveau statut des paysans d’État en Russie : usufruit perpétuel confirmé, possibilité théorique de rachat[64].
- 11 décembre : traité de commerce franco-autrichien[65].

## Naissances en 1866

### Janvier
- 1er janvier : Ernest Seillière, écrivain, journaliste, critique et académicien français († 15 mars 1955).
- 5 janvier : Daniel Duchemin, peintre français († 12 février 1930).
- 6 janvier : Eugenio Ruspoli, explorateur et naturaliste italien († 4 décembre 1893).
- 7 janvier : Jeanne Contal, peintre miniaturiste française († 28 avril 1941).
- 10 janvier : José Mange, peintre et poète français († 7 janvier 1935).
- 11 janvier : Fernand Jouteux, compositeur et chef d'orchestre français († 16 septembre 1956).
- 19 janvier : Marc Mouclier, peintre, décorateur, illustrateur et graveur français († 22 février 1947).
- 25 janvier : Émile Vandervelde, homme politique belge († 27 décembre 1938).
- 26 janvier : Charles Léon Godeby, peintre français († 1952).
- 27 janvier : Pierre Berriat, peintre français († 19 septembre 1923).
- 29 janvier :
  - Romain Rolland, écrivain français (prix Nobel en 1915) († 30 décembre 1944).
  - Frank Tudor, chapelier et homme politique britannique puis australien  († 10 janvier 1922).
- 31 janvier : Henry Foster, septième gouverneur général d'Australie († 15 janvier 1936).

### Février
- 2 février : Enrique Simonet, peintre espagnol († 20 avril 1927).
- 5 février : Eugène Decisy, peintre et graveur français († 3 juillet 1936).
- 6 février : Henri Letocart, organiste et compositeur français († 1945).
- 9 février : Claire Heliot, dompteuse allemande († 9 juin 1953).
- 10 février : Bror Beckman, compositeur suédois († 22 juillet 1929).
- 11 février : Eugène Chéreau, coureur cycliste français († 4 février 1949).
- 12 février : Louis Ridel, peintre, sculpteur, décorateur et médailleur français († 10 novembre 1937).
- 16 février :
  - Viatcheslav Ivanov, poète russe († 16 juillet 1949).
  - Johann III Strauss, compositeur autrichien († 9 janvier 1939).
- 25 février : Benedetto Croce, philosophe, historien, écrivain et homme politique italien († 20 novembre 1952).
- 27 février : Jules Benoit-Lévy, peintre français († 14 mars 1952).

### Mars
- 15 mars : Matthew Charlton, homme politique britannique puis australien († 8 décembre 1948).
- 18 mars : Janis Rozentāls, peintre letton († 26 décembre 1916).
- 25 mars : Eugène Alluaud, peintre et céramiste français († 27 juillet 1947).
- 26 mars : Michel Luizet, astronome français († 20 novembre 1918).

### Avril
- 1er avril : Ferruccio Busoni, compositeur, pianiste, professeur et chef d'orchestre italien († 27 juillet 1924).
- 3 avril : Albert Clouard, peintre et poète français († 29 février 1952).
- 8 avril :
  - Alfred Allen, acteur américain († 18 juin 1947).
  - Fritz Mackensen, peintre allemand († 12 mai 1953).
- 9 avril : Mattéo Brondy, peintre, dessinateur et vétérinaire français († 1944).
- 14 avril : Joseph-Dominique Guay, journaliste, industriel et homme politique canadien († 18 septembre 1925).
- 15 avril : Marie Høeg, photographe norvégienne (†22 février 1949).
- 16 avril :
  - Honoré Broutelle, médecin, graveur, peintre et poète français († 19 janvier 1929).
  - Henri Gustave Jossot, dessinateur, caricaturiste, peintre, affichiste et écrivain libertaire français († 7 avril 1951).
- 24 avril : Léon Leclerc, peintre français († 17 avril 1930).
- 29 avril : Georges-Jean Lemare, peintre orientaliste français († 27 mars 1942).

### Mai
- 9 mai : Gopal Krishna Gokhale, homme politique indien († 19 février 1915).
- 10 mai : Léon Bakst, peintre russe († 27 décembre 1924).
- 12 mai : Marylie Markovitch, romancière française († 9 janvier 1926).
- 16 mai : Georges Capgras, peintre français († 5 août 1947).
- 17 mai : Erik Satie, compositeur français († 1er juillet 1925).
- 23 mai : Percy Sherwood, compositeur et pianiste germano-britannique († 15 mai 1939).
- 24 mai : Félix Albert Anthyme Aubert, peintre et artiste décorateur français († 10 janvier 1940).
- 27 mai : Paul Steck, peintre, compositeur, librettiste et fonctionnaire français († 8 juillet 1924).
- 30 mai : Émile Méret, peintre français († 27 décembre 1939).
- 31 mai : Vladimir Rebikov, compositeur et pianiste russe († 4 août 1920).

### Juin
- 3 juin : Alfred Renaudin, peintre français († 7 novembre 1944).
- 5 juin : Étienne Buffet, peintre français († 3 décembre 1948).
- 9 juin : Johannes Martini, peintre et illustrateur allemand († 7 février 1935).
- 10 juin : Marie Bedot-Diodati, peintre et bijoutière suisse († 20 août 1958).
- 14 juin : Georges-Henri Ballot, peintre français († 26 janvier 1942).
- 15 juin : Charles Wood, compositeur, pédagogue et organiste irlandais († 12 juillet 1926).
- 16 juin : Joaquín Clausell, peintre mexicain († 28 novembre 1935).
- 17 juin :
  - Reginald Barlow, acteur américain († 6 juillet 1943).
  - Otto Haberer, peintre et décorateur suisse († 17 mars 1941).
- 26 juin :
  - Lord Carnarvon, égyptologue britannique († 5 avril 1923).
  - Gustave Riquet, peintre français († 27 juillet 1938).
  - Josef Swickard, acteur germano-américain († 29 février 1940).
- 28 juin : Otto Pilny, peintre suisse († 22 juillet 1936).

### Juillet
- 1er juillet : Ethel Hurlbatt, enseignante et militante féministe anglaise († 22 mars 1934).
- 3 juillet : Albert Gottschalk, peintre danois († 13 février 1906).
- 5 juillet :
  - Paul Chevré, sculpteur français († 20 février 1914).
  - Maurice Houtart, homme politique belge († 1er février 1939).
- 9 juillet :
  - Macklyn Arbuckle, acteur américain († 1er avril 1931).
  - Ernest Dimnet, prêtre et écrivain français († 8 décembre 1954).
- 10 juillet : Abdelhalim Bensmaïa, enseignant, humaniste et musicien algérien († 1933).
- 13 juillet : La Goulue, danseuse de cancan française, devenue l'un des modèles favoris de Toulouse-Lautrec († 29 janvier 1929).
- 21 juillet : Carlos Schwabe, peintre allemand naturalisé suisse († 22 janvier 1926).
- 22 juillet : Albéric Ruzette, homme politique belge († 25 mai 1929).
- 24 juillet : Ermenegildo Agazzi, peintre italien († 25 octobre 1945).

### Août
- 1er août : Louis Dufourcet, écrivain français († 21 décembre 1941).

- 3 août : Onofrio Tomaselli, peintre italien († 21 mars 1956).
- 6 août : Plinio Nomellini, peintre italien du divisionnisme († 8 août 1943).
- 9 août : Kuroda Seiki, peintre japonais († 15 juillet 1924).
- 14 août : Maurice Baud, peintre, graveur et essayiste suisse († 9 août 1915).
- 19 août :
  - Hans Emmenegger, peintre, dessinateur, graveur et philatéliste suisse († 21 septembre 1940).
  - Nakamura Fusetsu, peintre japonais († 6 juin 1943).
- 20 août : Léon Bellemont, peintre de marines français († 18 janvier 1961).
- 30 août : George Minne, sculpteur belge († 18 février 1941).
- 31 août : Elizabeth von Arnim, écrivaine britannique († 9 février 1941).

### Septembre
- 1er septembre : James J. Corbett, boxeur, entraineur de boxe et acteur américain † 18 février 1933).
- 2 septembre : Gaston Bouy, peintre français († 1946).
- 4 septembre : Gaston Schnegg, sculpteur et peintre français († 25 novembre 1953).
- 5 septembre : Dmitri Kardovski, peintre, illustrateur et décorateur de théâtre russe († 9 février 1943).
- 7 septembre : Tristan Bernard, écrivain français († 7 décembre 1947).
- 8 septembre : Amalia Puga de Losada, femme de lettres péruvienne († 20 septembre 1963).
- 11 septembre : Kume Keiichirō, peintre japonais († 29 juillet 1934).
- 23 septembre : Édouard Combe, compositeur et musicien suisse († 19 novembre 1942).
- 28 septembre :
  - J. E. Casely Hayford, journaliste, écrivain, avocat, professeur et homme politique ghanéen († 11 août 1930).
  - Wilhelm Schreuer, peintre allemand († 11 novembre 1933).
- 30 septembre : Jules-Léon Perrichon, graveur et peintre français † octobre 1946).

### Octobre
- 3 octobre : István Bárczy, homme politique hongrois († 1er juin 1943).
- 8 octobre :
  - Paul Rue, peintre paysagiste français († 26 mai 1954).
  - Lucienne de Saint-Mart, peintre française († 28 mars 1953).
- 10 octobre : 
  - Gabriel Cabannes, avocat, écrivain et biographe français († 8 avril 1958).
  - José Mange, peintre paysagiste et un poète félibre français († 7 janvier 1935).
  - Nicolae Vermont, peintre roumain († 14 juin 1932).
- 14 octobre : René Binet, architecte, décorateur, peintre et théoricien de l'art français († 23 juillet 1911).
- 15 octobre : Walter Cameron Nichol, homme politique canadien († 19 décembre 1928).
- 16 octobre : David Dellepiane, peintre et lithographe français († 25 juin 1932).
- 19 octobre : Jacqueline Marval, peintre française († 28 mai 1932).
- 20 octobre :
  - Sattar Khan, homme politique iranien († 15 novembre 1914).
  - Kazimierz Twardowski, philosophe polonais († 11 février 1938).
- 23 octobre : François Cachoud, peintre français († 29 janvier 1943).
- 24 octobre :
  - Alfred Chabloz, peintre suisse († 31 octobre 1951).
  - Vidal José de Oliveira Ramos, homme politique brésilien († 2 janvier 1954).
- 26 octobre : Ignacy Daszynski, homme politique polonais († 31 octobre 1936).

### Novembre
- 1er novembre :
  - Fabrilo (Julio Aparici y Pascual), matador espagnol († 30 mai 1897).
  - Rodolphe Lemieux, avocat, journaliste, homme politique et professeur canadien († 28 septembre 1937).
  - Adolfo Scarselli, peintre de genre italien († 1945).
- 5 novembre : Louise Galtier-Boissière, peintre française († 31 décembre 1957).
- 7 novembre : Paul Lincke, compositeur allemand († 3 septembre 1886).
- 8 novembre : Charles Rouvière, peintre paysagiste français († 16 janvier 1924).
- 9 novembre : Ferdinand Hannouche, vice-chancelier de l’empire d’Autriche-Hongrie († 28 septembre 1923).
- 11 novembre : Antoine Meillet, linguiste français († 21 septembre 1936).
- 12 novembre :
  - Carl Wilhelmson, peintre suédois († 24 septembre 1928).
  - Sun Yat-sen, homme d'État chinois († 12 mars 1925).
  - Geno Kirov, acteur bulgare († 14 février 1944).
- 13 novembre : Viktor Zarubin, peintre, graphiste et scénographe russe puis soviétique († 5 novembre 1928).
- 14 novembre :
  - René Binet, architecte, peintre et théoricien français († 23 juillet 1911).
  - Alexandre Borissov, peintre, écrivain et explorateur des régions polaires russe puis soviétique († 17 août 1934).
- 16 novembre : Henry de Groux, peintre et sculpteur symboliste belge († 17 janvier 1930).
- 17 novembre :
  - Gennaro Béfani, peintre français d'origine italienne († 1937).
  - Voltairine de Cleyre, théoricienne et militante anarchiste américaine († 20 juin 1912).
  - André-Charles Coppier, peintre, graveur, médailliste et écrivain français († 30 septembre 1948).
  - Georges Dutriac, peintre et illustrateur français († 17 mars 1958).
- 19 novembre : Bernard de Hoog, peintre hollandais († 17 décembre 1943).
- 27 novembre : George Reed, acteur américain († 6 novembre 1952).
- 28 novembre : John William Fordham Johnson, banquier, homme d'affaires et homme politique canadien († 28 novembre 1938).
- 29 novembre : Józef Pankiewicz, peintre et enseignant polonais († 4 juillet 1940).
- 30 novembre :
  - Charles Chivot, peintre, sculpteur et illustrateur français († 1941).
  - Brandon Hurst, acteur britannique († 15 juillet 1947).

### Décembre
- 2 décembre : Jean Francis Auburtin, décorateur français († 22 mai 1930).
- 4 décembre : Herman Richir, peintre belge († 15 mars 1942).
- 5 décembre : Charles Jouas, dessinateur, peintre et illustrateur français († 14 mai 1942).
- 10 décembre : Louise De Hem, peintre et pastelliste belge († 22 novembre 1922).
- 12 décembre : Alfred Werner, chimiste français († 15 novembre 1919).
- 14 décembre : Roger Fry, peintre et critique d'art britannique († 9 septembre 1934).
- 16 décembre : Vassily Kandinsky, peintre français d'origine russe († 13 décembre 1944).
- 21 décembre : Maud Gonne, comédienne et révolutionnaire irlandaise († 27 avril 1953).
- 31 décembre : Enriqueta Compte y Riqué, pédagogue uruguayenne († 18 octobre 1949).

### Date précise inconnue
- Léon Barotte, peintre français († 7 novembre 1933).
- Eliyahu Berligne, homme politique israélien († 25 février 1959).
- Conrad Hector Raffaele Carelli, peintre aquarelliste italien († 1956).
- Julien Denisse, peintre français († 1943).
- Charles Guilloux, peintre français († 1946).
- Icilio Federico Joni, peintre et faussaire italien spécialisé dans la contrefaçon de tableaux de la peinture siennoise († 1946).
- Plinio Nomellini, peintre italien du divisionnisme († 1943).
- Rafael Spínola, écrivain, journaliste et homme politique guatemaltèque († 4 octobre 1901).

- 1866 ou 1867 :
- Vicenç Reig, footballeur et dirigeant de football espagnol († 5 juin 1963).

## Décès en 1866
- 15 janvier : Massimo d'Azeglio, penseur et acteur italien du Risorgimento (° 15 octobre 1798).
- 18 janvier : Charles Manry, compositeur français (° 8 février 1823).

- 2 février :  Léopold Aimon, compositeur français (° 4 octobre 1779).

- 4 mars : Antoine Vialon, dessinateur, graveur, éditeur de musique et compositeur français (° 17 décembre 1814).
- 23 mars : Ferdinand von Arnim, architecte et peintre d'aquarelles prussien (° 15 septembre 1814).
- 24 mars : Marie-Amélie de Bourbon-Siciles, femme de Louis-Philippe, reine des Français (° 26 avril 1782).

- 18 avril :
  - Luca Passi, prêtre catholique italien, fondateur de la Société de Sainte Dorothée, béatifié en 2013. (° 22 janvier 1789).
  - Sebastiano Santi, peintre italien (° 6 août 1789).
- 24 avril : Giuseppe Tominz, peintre italien (° 6 juillet 1790).

- ? mai : Domingo Sosa, militaire espagnol puis argentin noir (° 1788).

- 8 juin : Wilhelm Schirmer, peintre allemand (° 6 mai 1802).
- 17 juin : Lewis Cass, homme politique et militaire américain (° 9 octobre 1782).
- 21 juin : Louis Étienne Watelet, peintre paysagiste français (° 25 août 1780).
- 30 juin : Johann Conrad Dorner, peintre autrichien (° 5 août 1809).

- 3 juillet : François-Xavier Garneau, historien canadien français (° 15 juin 1809).
- 20 juillet :
  - Ippolito Caffi, peintre italien (° 16 octobre 1809).
  - Bernhard Riemann, mathématicien allemand (° 17 septembre 1826).
- 26 juillet : Aloys Schmitt, professeur de musique et pianiste allemand (° 26 août 1788).
- ? juillet : Jean-Pierre Sudré, peintre et graveur français (° 19 septembre 1783).

- 2 août : Ka Naung, prince royal et modernisateur birman (° 31 janvier 1820).
- 10 août : Ignace Brice, peintre belge (° 2 avril 1795).
- 11 août : Raffaello Sernesi, peintre italien (° 29 décembre 1838).
- 16 août : Antonietta Bisi, peintre italienne (° 15 octobre 1813).

- 14 septembre : Tomás Guido, militaire, diplomate et homme politique espagnol puis argentin  (° 1er septembre 1788).
- 15 septembre : Constantin Flavitski, peintre russe (° 25 septembre 1830).
- 16 septembre : Johan Fredrik Höckert, peintre suédois  (° 26 août 1826).
- 25 septembre : Karl Ludwig Hencke, astronome amateur allemand (° 8 avril 1793).

- 1er octobre : Maria Susanna Cummins, écrivaine américaine (° 9 avril 1827).
- 5 octobre : Étienne-François Coignet, poète et bibliothécaire français (° 31 mai 1866).
- 6 octobre : Jakob Götzenberger, peintre allemand  (° 4 novembre 1798).
- 13 octobre : William Hopkins, géologue et mathématicien britannique (° 2 février 1793).

- 3 novembre : Johann Franz von Schaffgotsch, général de cavalerie autrichien (° 30 juin 1792).
- 20 novembre : Joseph d'Ortigue, critique musical et historien de la musique français (° 22 mai 1802).
- 24 novembre : Paul Gavarni, aquarelliste et dessinateur français (° 13 janvier 1804).
- 26 novembre : Adrien-François Servais, violoncelliste et compositeur belge (° 6 juin 1807).
- 27 novembre : Jacques Marie Noël Frémy, peintre, dessinateur et graveur français (° 25 décembre 1782).

- 1er décembre : Jules Demersseman, compositeur et flûtiste français (° 19 janvier 1833).
- 17 décembre : Anthelme Trimolet, peintre français (° 18 mai 1798).
- 22 décembre : Thomas Gousset, cardinal et théologien français (° 1er mai 1792).

- Date précise inconnue :
  - Vincenzo Abbati, peintre italien (° 1803).
  - Diego de Araciel, compositeur espagnol (° 1786).
  - Francesco Bagnara, peintre, architecte et scénographe italien (° 1784).
  - François Dacosta, clarinettiste et compositeur français (° 17 janvier 1778).
  - Razafinimanjaka Raketaka, princesse héritière de Madagascar (° 1824).
  - Sani ol molk, peintre et illustrateur de livres perse (° 1814).

- Vers 1866 :
- Katsushika Ōi, artiste japonaise de Ukiyo-e (° vers 1800).